# Wilhelm Zander
Wilhelm Zander (Saarbrücken, 22 aprile 1911 – Monaco di Baviera, 27 settembre 1974) è stato un militare tedesco, aiutante di Martin Bormann durante la seconda guerra mondiale.

## Biografia
Nato a Saarbrücken, sebbene avesse ricevuto solo un'educazione minimale, Zander sviluppò interessi economici in Italia. Abbandonò tali interessi per diventare un impiegato a tempo pieno del partito nazista. Nel 1933 si unì alle SS ed in seguito ottenne una promozione al grado di SS-Standartenführer.
Nei primi mesi del 1945, accompagnò Bormann e Adolf Hitler nel Führerbunker a Berlino. Il 29 aprile 1945, mentre si stava svolgendo la battaglia di Berlino, Hitler dettò le sue ultime volontà ed il suo testamento politico. Tre messaggeri furono incaricati di portare tale testamento fuori dall'assediata Berlino, per assicurare la sua trasmissione ai posteri. Il primo messaggero fu il vice addetto alla stampa, Heinz Lorenz. Il secondo messaggero fu Willy Johannmeyer, l'aiutante militare di Hitler, ed il terzo fu Zander. I tre messaggeri partirono quello stesso giorno. Bormann aveva dato istruzioni a Zander affinché portasse i documenti direttamente a Karl Doenitz.
Il 30 aprile, con l'Armata Rossa a meno di 500 metri dal complesso del bunker e poco dopo il suicidio di Hitler, Zander riuscì a superare l'accerchiamento sovietico e a dirigersi verso ovest.
Dopo la fine della guerra, è stato successivamente scoperto che Zander utilizzò il cognome di Paustin e lavorò come giardiniere. Fu catturato sotto questo cognome nella zona di occupazione americana a causa di alcune copie del testamento di Hitler che erano state recuperate dalle forze angloamericane. In seguito, nel gennaio 1948, il testo di quei documenti fu pubblicato sulla stampa inglese e statunitense.